# Group 1 Automotive
Group 1 Automotive, Inc. (NYSE: GPI) é uma revendedora automotiva internacional, listada na Fortune 500, com concessionárias de automóveis e centros de colisão nos Estados Unidos, no Reino Unido e no Brasil.  O Group 1 comercializa carros novos e usados, caminhões leves e peças de veículos, além de organizar serviços financeiros e prestar serviços de manutenção e reparo.
A empresa é liderada por ex-executivos da Ford Motor Company, o CEO Earl J. Hesterberg e CFO John C. Rickel.  Entre os principais executivos, estão os Vice-Presidentes Seniors Peter C. DeLongchamps, Darryl M. Burman e Frank Grese Jr, o Presidente de Operações dos EUA, Daryl A. Kenningham e o Vice-Presidente Regional no Brasil, Lincoln da Cunha Pereira Filho.

## História
O Group 1 foi fundado como uma empresa pública em 1997 com o B.B. Hollingsworth como Presidente e CEO.  Os proprietários da concessionária fundadora eram Bob Howard, de Oklahoma City , Sterling McCall e Kevin Whalen, de Houston , e Charles Smith, de Beaumont.
As aquisições subsequentes nos EUA incluem o Gene Messer Automotive Group , o Maxwell Auto Group , o Ira Motor Group , o Bohn Auto Group , o Pat Peck Auto Group e o Miller Automotive Group. Em 2018, as aquisições incluíram duas concessionárias em El Paso e, em março de 2018, o Group 1 concluiu a aquisição de 5 concessionárias Mercedes-Benz e 3 concessionárias inteligentes do Robinsons Motor Group.  Estes são baseados em Bury St Edmunds, Cambridge, Kings Lynn, Norwich e Peterborough.
O Group 1 adquiriu concessionárias no Reino Unido de 2010 a 2017, incluindo: Barons Group , Chandlers Group, Essex Audi Group, Elms Group, Think Ford, Spire Automotive e o Beadles Group.
Em 2013, comprou a empresa automotiva brasileira UAB Motors Participações S.A, renomeando a entidade como Group 1 Automotive Brasil em 2015.  André Ribeiro, piloto profissional de carros de corrida e sua família de concessionárias foram partes notáveis desta aquisição.
A partir de 2013, o Group 1 tornou-se o terceiro maior varejista automotivo nos Estados Unidos e, em 2018, a empresa possuía 163 concessionárias em 15 estados nos EUA, 18 no Brasil e 60 no Reino Unido.  O Group 1 também opera 31 centros de colisão nos EUA, no Brasil e no Reino Unido.
Em resposta à Lei de Cortes de Imposto e Empregos americana de 2017, o Group 1 emitiu um bônus de US$ 500 para o pessoal da concessionária não gerencial.  O CEO Earl Hesterberg observou: "Esta foi uma oportunidade incomum de apoiar as pessoas que fazem o trabalho duro sem causar danos financeiros indevidos à empresa".

## Localizações
Nos EUA, o Group 1 Automotive possui concessionárias no Alabama, Califórnia, Flórida, Geórgia, Kansas, Louisiana, Maryland, Massachusetts, Mississipi, Nova Hampshire, Nova Jersey, Novo México, Oklahoma, Carolina do Sul e Texas.  Sua sede corporativa fica no distrito de Memorial City, em Houston, Texas.

## Filantropia

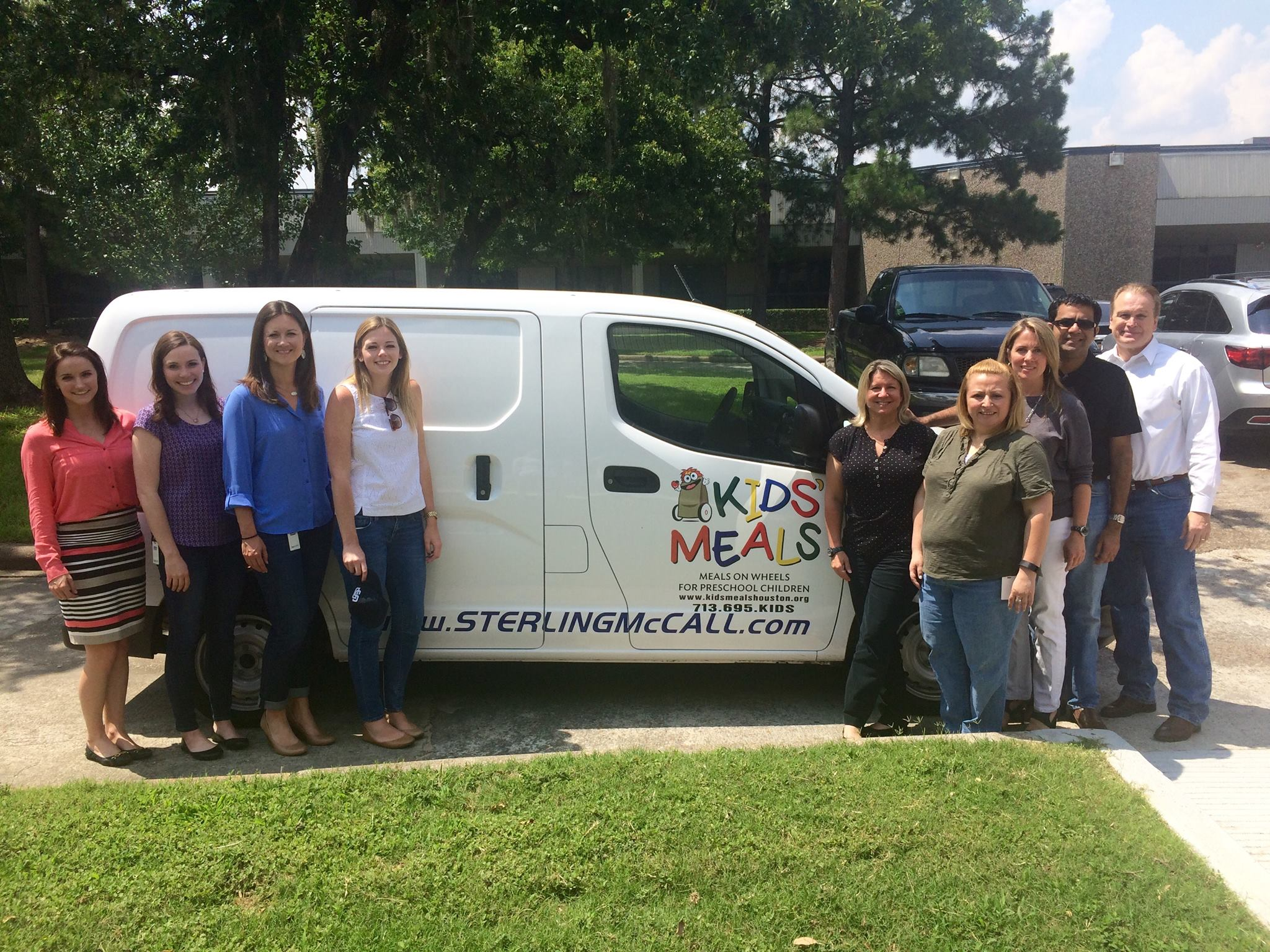
Funcionários do Group 1 posam com uma van da Nissan, doada pela empresa, para apoiar os esforços de entrega de refeições para crianças em 2015

Com concessionárias individuais se engajando em esforços filantrópicos locais, muitas vezes independentes do escritório corporativo, o Group 1 apoia as causas da área de Houston com foco no alcance da comunidade e no ensino fundamental.  Os funcionários regularmente realizam almoços para apoiar as refeições infantis e doam vans para facilitar as entregas das suas refeições.
A empresa fez uma parceria com a SEARCH Homeless Services e a Junior Achievement do South East Texas para eventos, orientação em sala de aula e o JA Company Program na Spring Branch ISD.  A partir de novembro de 2017, o Group 1 fez uma parceria com o Distrito Escolar Independente de Houston para recompensar seus beneficiários do Professor do Mês com um novo veículo para dirigir durante o mês.

### A Fundação Group 1

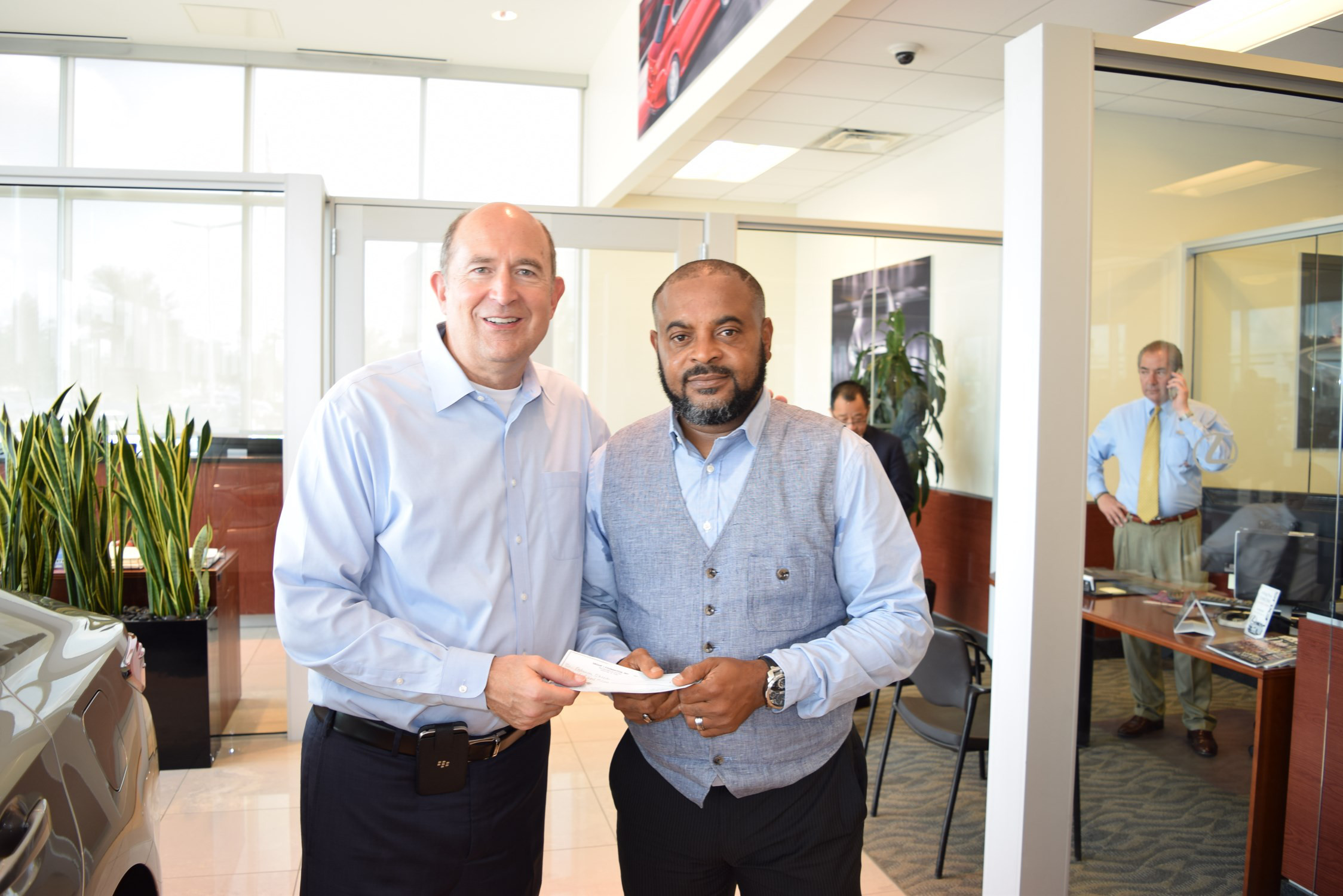
O CEO Earl Hesterberg (à esquerda) entrega cheque para apoiar o funcionário afetado pelo furacão Harvey

A Fundação Group 1 foi criada inicialmente para apoiar os funcionários afetados pelo furacão Katrina, seguido de perto pelo furacão Rita.  Esta caridade isenta de impostos dá todos os rendimentos para ajudar colegas em tempos de dificuldades.  Exemplos incluem o apoio a sobreviventes de acidentes de carro fatais e um incêndio na casa de um funcionário.
Desastres naturais subsequentes, como o Moore Tornado de 2013, o Super Storm Sandy e o furacão Harvey também marcaram a necessidade de a Fundação do Group 1 ajudar seus funcionários.